# Epimyrma ravouxi
Epimyrma ravouxi é uma espécie de formiga da família Formicidae.
É endémica da França.